# Fylokladus
Fylokladus (Phyllocladus) je malý rod jehličnatých stromů, zařazovaných v současnosti do čeledi nohoplodovitých (Podocarpaceae). Vyskytuje se především v deštných lesích na jižní polokouli, na Novém Zélandu, v Tasmánii a Malajsii, Phyllocladus hypophyllus zasahuje na Filipínách také na polokouli severní. Třetihorní areál rodu dle fosilií zahrnoval též Malajsii, Austrálii a západní část Antarktidy.

## Popis
Jsou to vesměs středně velké jednodomé stromy o výšce 10–30 metrů, výjimečně též keře. Větve jsou umístěny v nepravidelných pseudopřeslenech a jsou první dva až tři roky zelené, později hnědnou, jak tloustne jejich kůra. Listy jsou řídké, velmi drobné (pouhé 2-3 mm), šupinovitého tvaru; pouze krátký čas jsou zelené a schopné fotosyntézy, posléze hnědnou. Většina fotosyntézy se tak odehrává na metamorfovaných, listům podobných větévkách – fylokladiích, která vyrůstají v úžlabí šupinovitých listů a podle druhu mohou nabývat různého tvaru, mohou být jednoduchá i složená. Jednoduchá fylokladia jsou kosočtverečného tvaru, 2–5 cm dlouhá; složená fylokladia mohou měřit až 20 cm a jsou rozdělena na 5 až 15 menších fylokladií podobných listům.
Semenné šištice připomínají bobule s masitým, dužnatým míškem. Semena jsou rozšiřována ptáky, kteří požírají míšky a semena vylučují trusem.

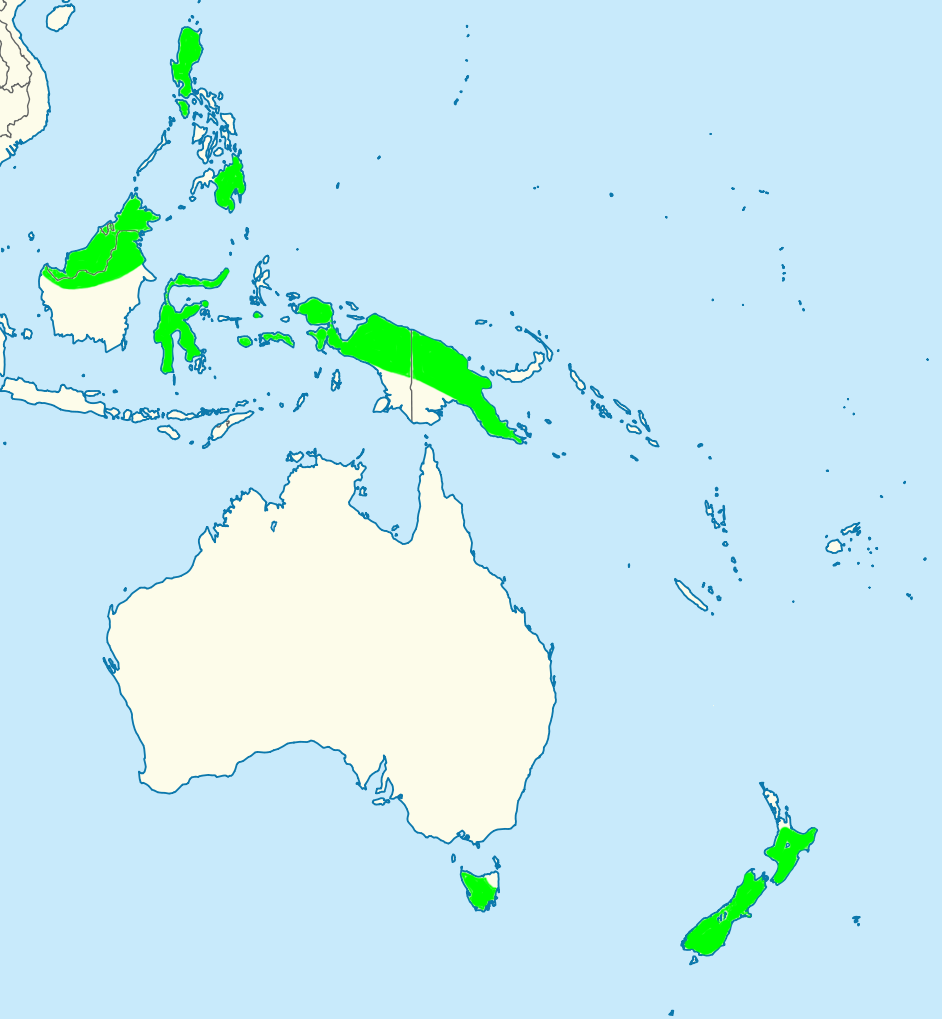
Areál rodu

## Taxonomie
Phyllocladus se natolik morfologicky odlišuje od jiných zástupců čeledi, že byl v minulosti mnoha botaniky řazen do samostatné čeledi Phyllocladaceae. Výsledky molekulárních studií nicméně zařadily tento rod do nohoplodovitých jako jejich bazální klad a sesterský taxon rodu Lepidothamnus.
Pět stávajících recentních druhů rodu je geneticky blízce příbuzných a vyvinuly se pravděpodobně teprve před 5-7 miliony let; oddělení rodu od ostatních nohoplodovitých je odhadováno na dobu před 190 miliony let, tedy do období jury.

## Zástupci
- Phyllocladus alpinus (P. trichomanoides var. alpinus) – Nový Zéland
- Phyllocladus aspleniifolius – Tasmánie; typový druh
- Phyllocladus hypophyllus – Nová Guinea, Borneo, Celebes, Filipíny
- Phyllocladus toatoa – Nový Zéland
- Phyllocladus trichomanoides (tanekaha) – Nový Zéland

## Galerie

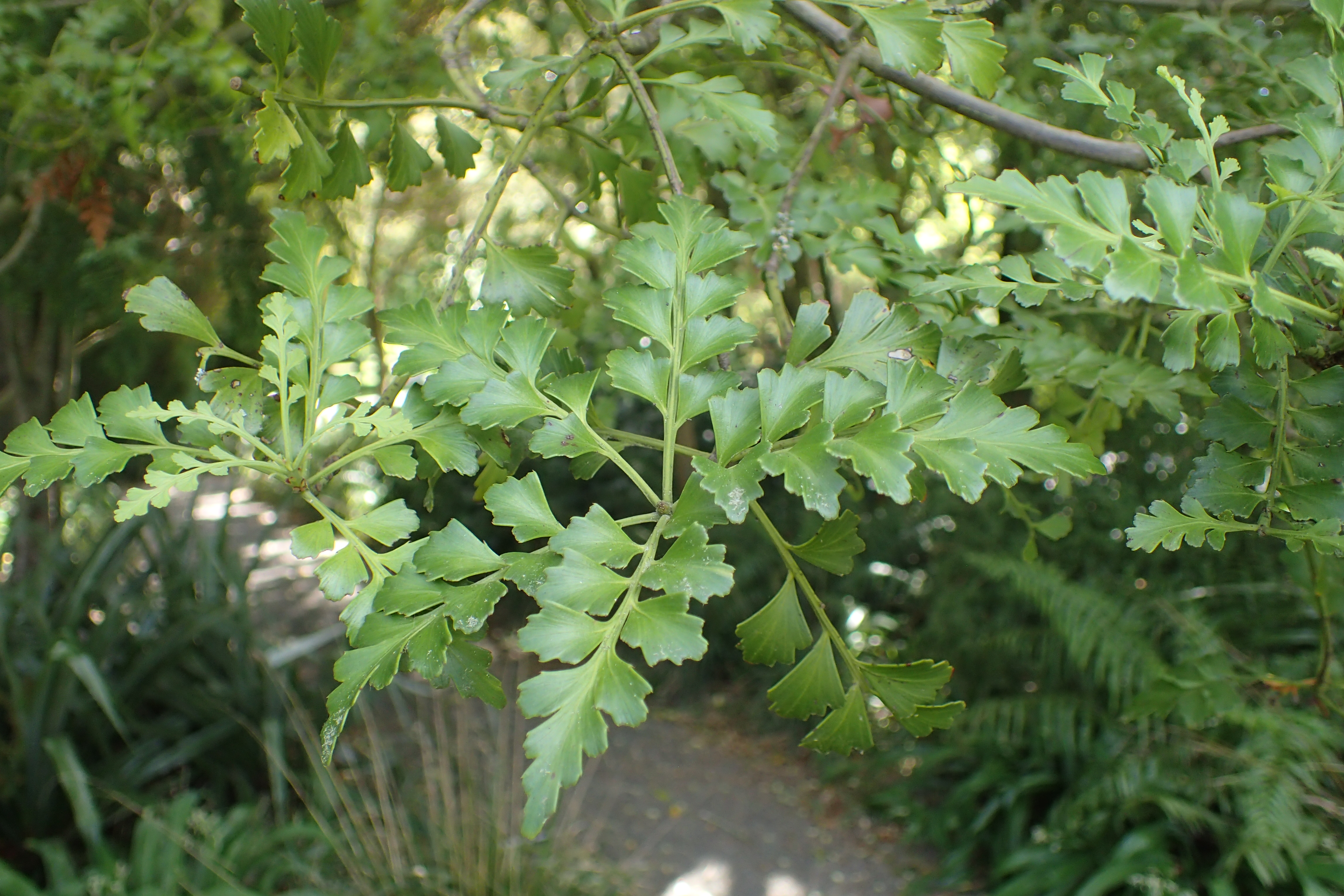
Fylokladia
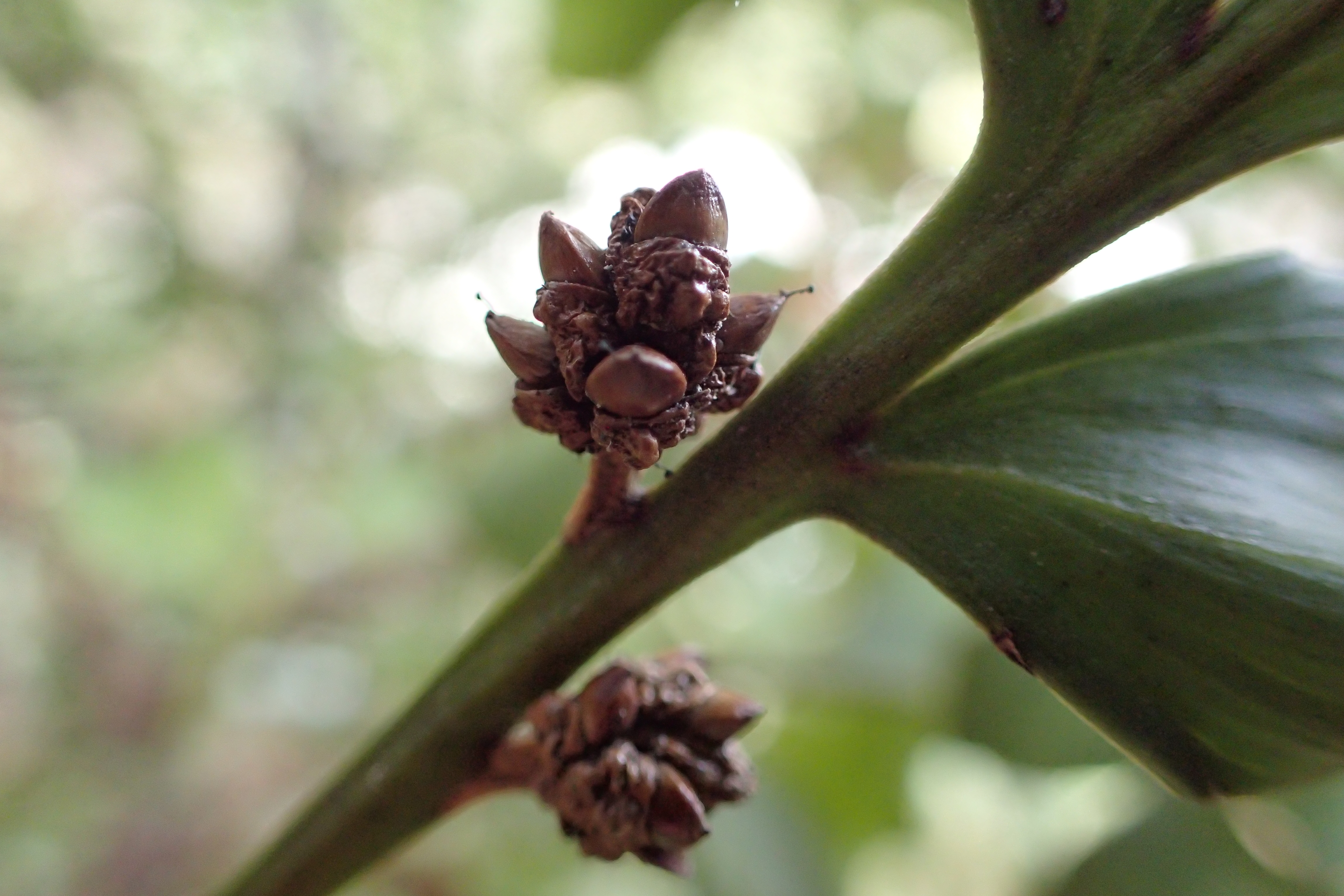
Samičí šištice
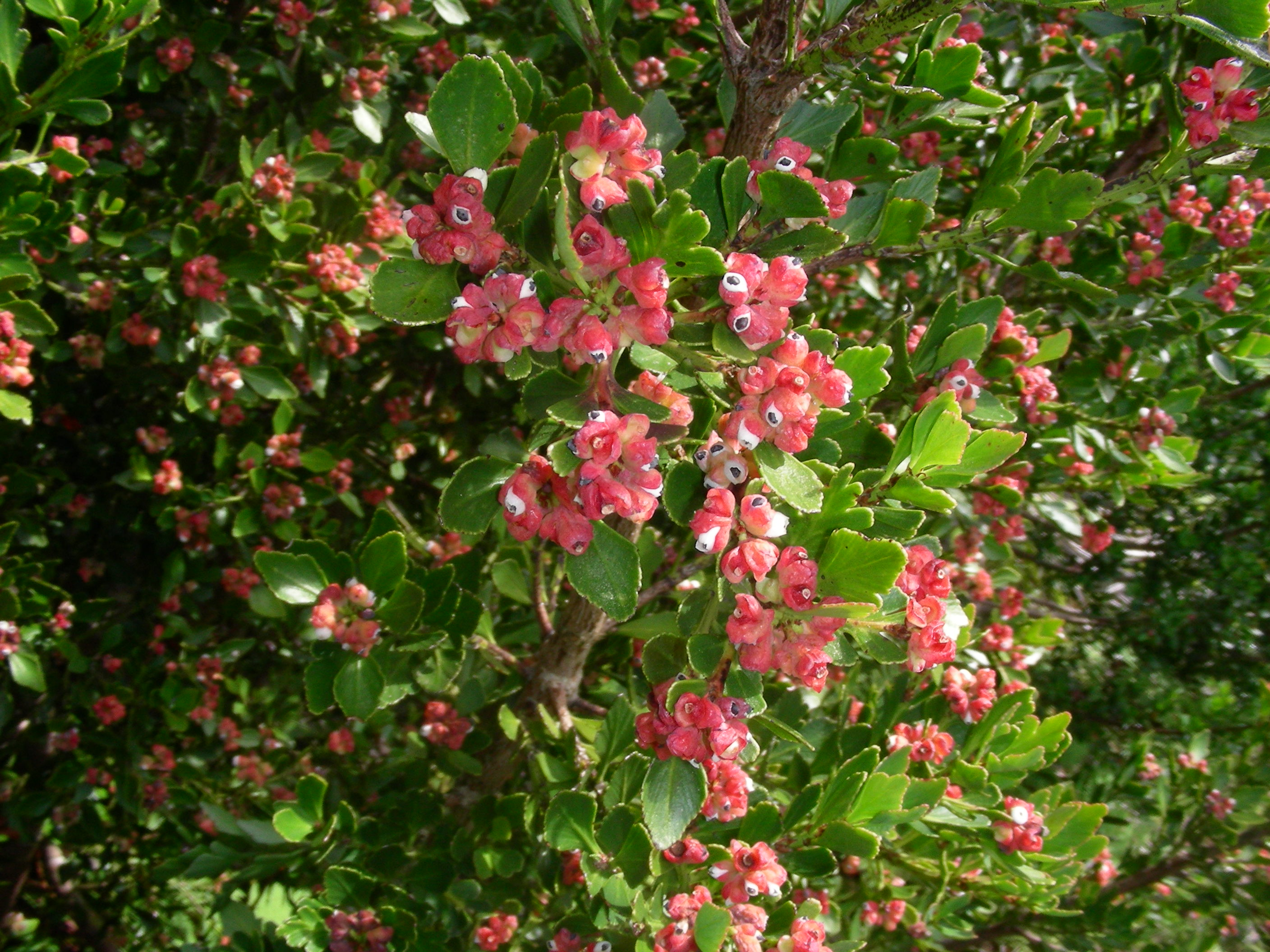
Zralé semenné šištice s míšky
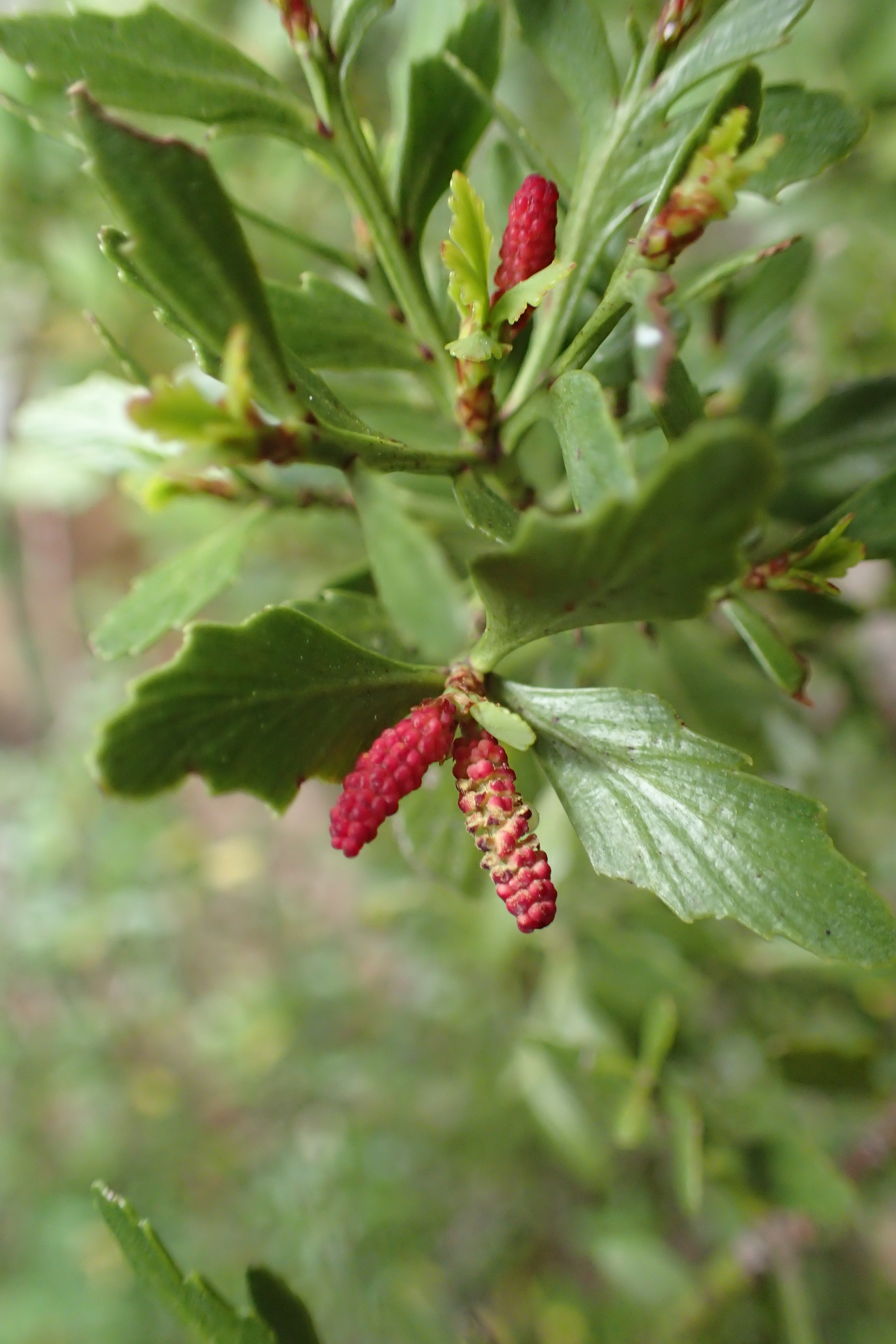
Samčí šištice
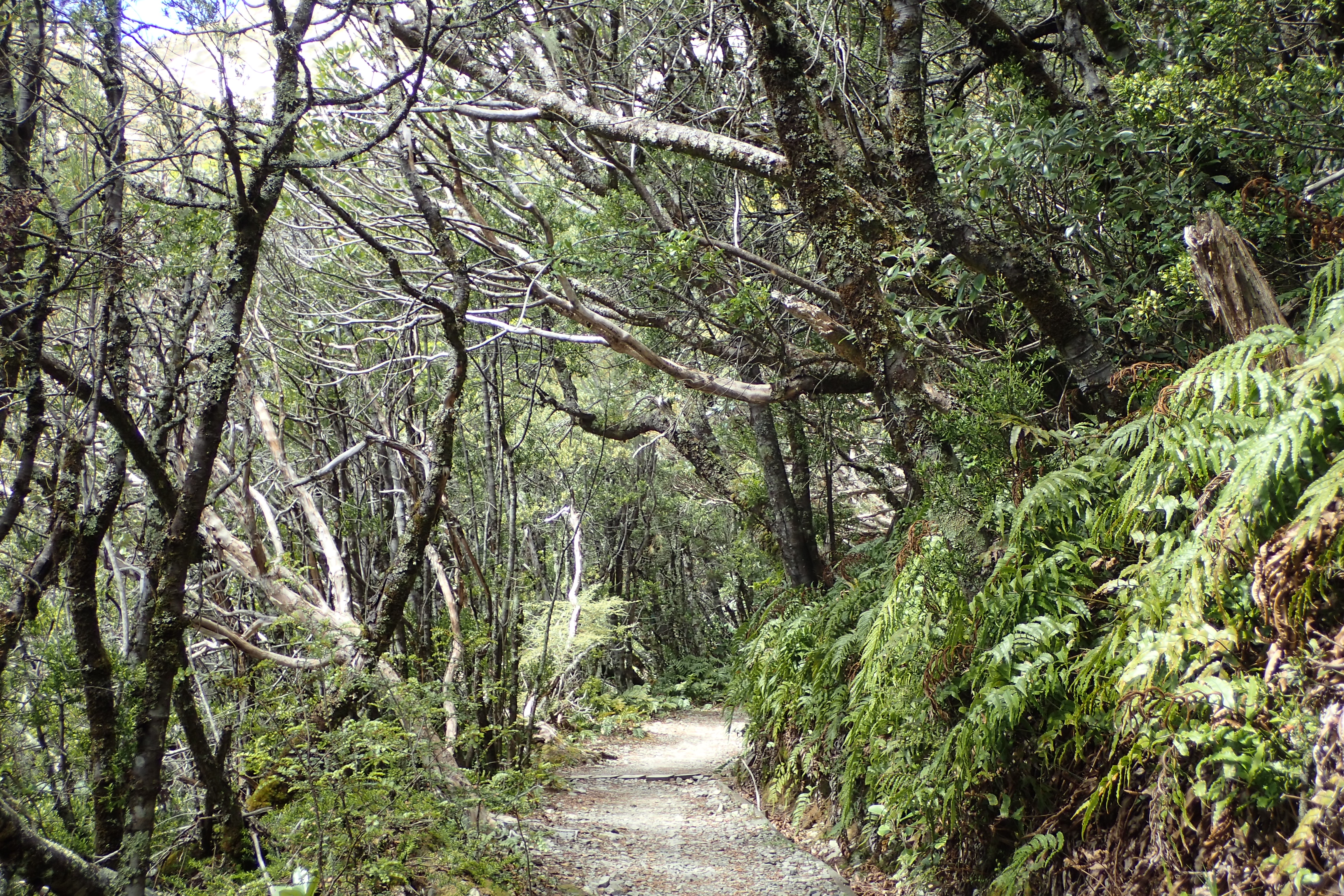
Porost
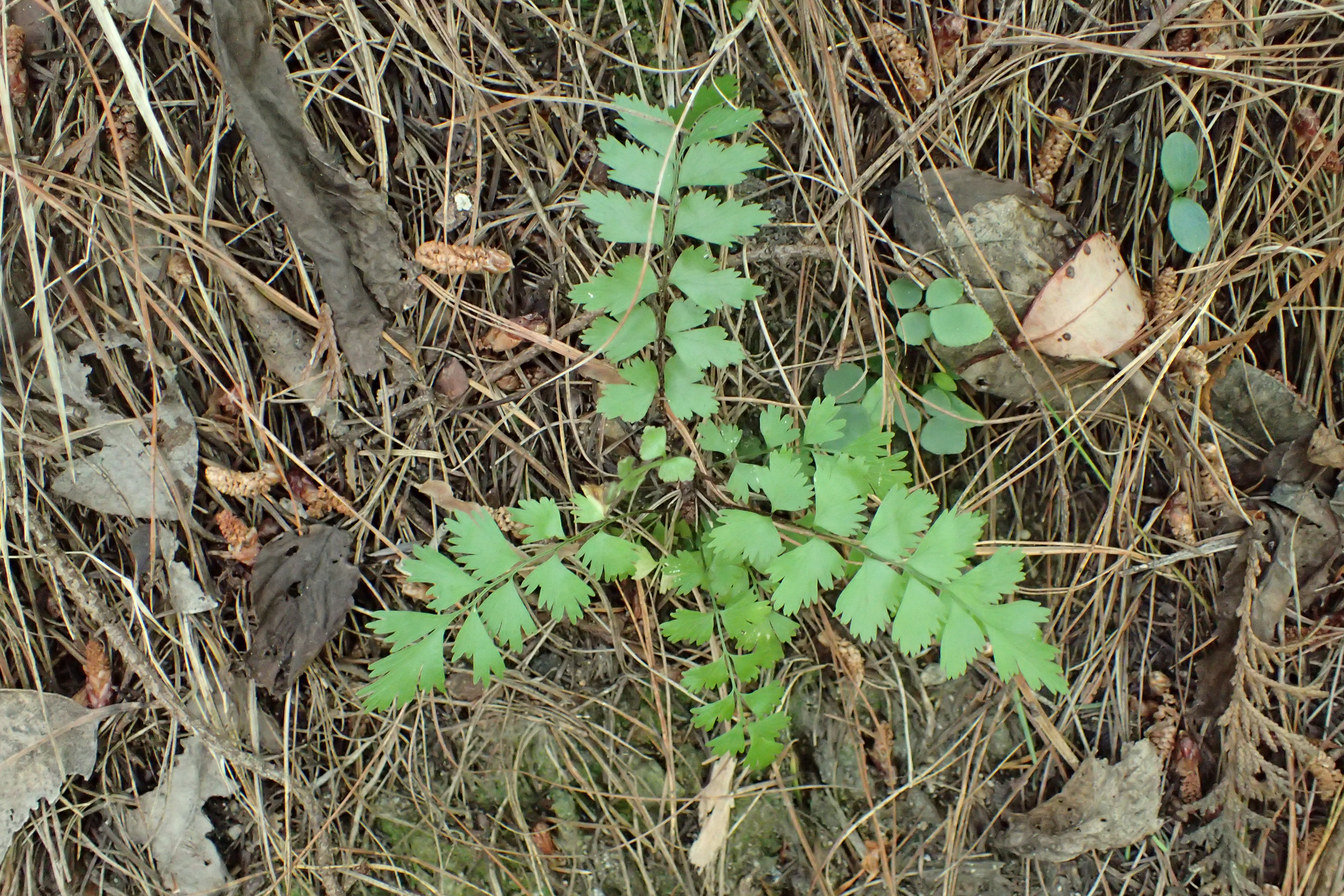
Mladý jedinec
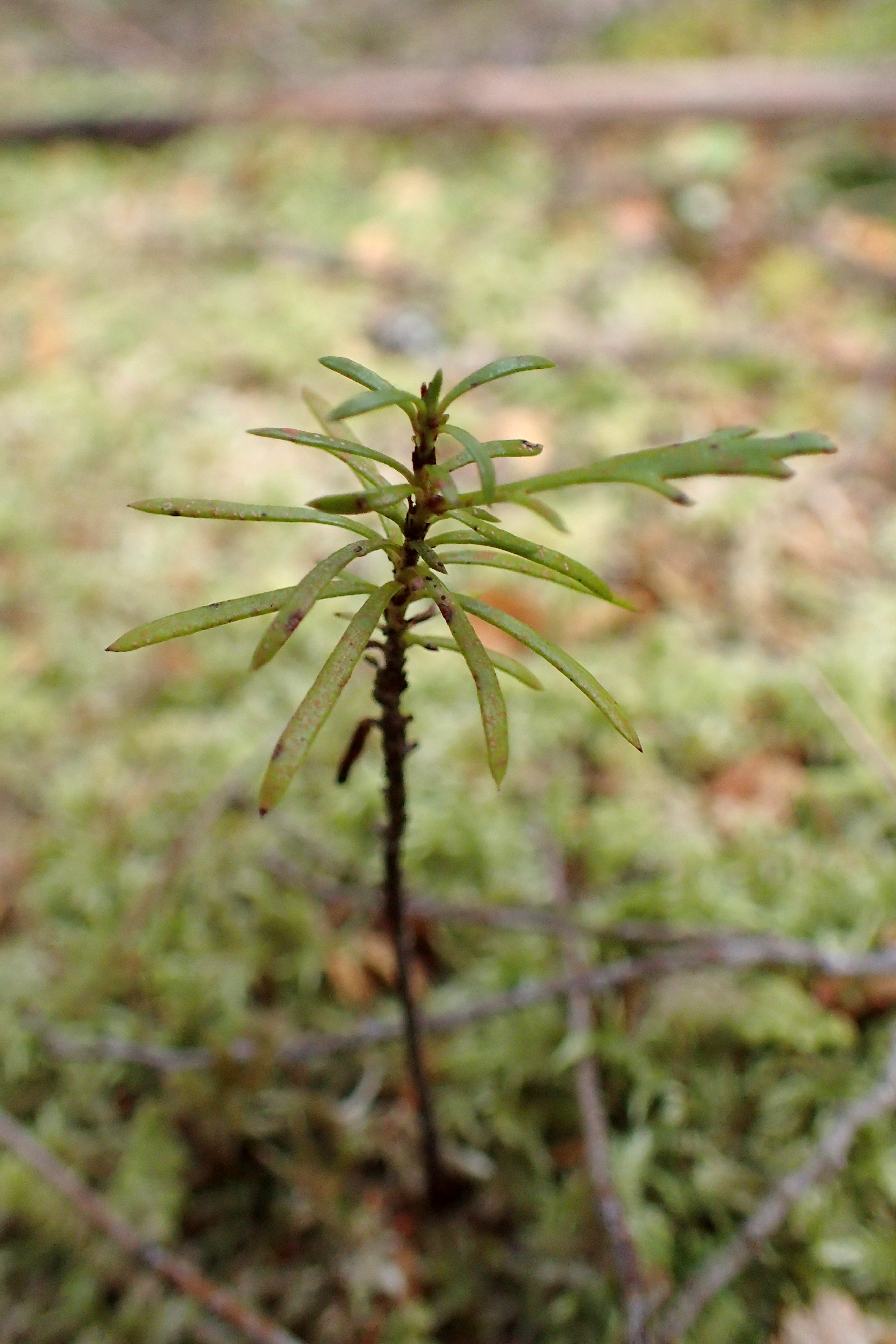
Semenáček s juvenilními listy